# Chalki
Chalki (griechisch Χάλκη [ˈxalkʲi] (f. sg.)) ist eine griechische Insel in der Ägäis, die zur historischen Region des Dodekanes gehört. Die 26,988 km² große Insel weist etwa 34 km Küstenlinie auf. Zusammen mit Alimia und einigen anderen unbewohnten Inselchen bildet sie eine Gemeinde Griechenlands im Regionalbezirk Rhodos der griechischen Region Südliche Ägäis.

## Geografie
Chalki erstreckt sich über knapp 10 Kilometer in West-Ost-Richtung, bei einer Breite von bis zu drei Kilometern. Vom Kap Armenistis, das sich westlich von Monolithos auf Rhodos befindet, ist Chalki nur etwa 9 km entfernt; bis zur Küste der Nachbarinsel Alimia sind es in Richtung Osten etwa 6 km. Die kleine Halbinsel Trachia im Süden ist nur durch eine schmale Landenge mit der Insel verbunden. Im Südosten befinden sich zwei Buchten: die Pondamos-Bucht mit dem einzigen flacheren Strand mit Kies und grobem Sand und die Emborios-Bucht, die durch die vorgelagerten Inselchen Krevvati und Nisaki einen natürlichen geschützten Hafen bietet, wo der heute einzige Ort liegt. Weitere 13 kleine Strände umgeben die Insel. Chalki ist insgesamt karg und recht bergig; die höchsten Erhebungen sind Maistros (593 m), Profitis Ilias (578 m), Elias (518 m) und Kapnikari (501 m).

## Geschichte
In der Antike lebten auf Chalki bis zu 8000 Menschen. Auf der damals noch gut bewaldeten und niederschlagsreichen Insel wurde vor allem Weizen angebaut. Der Name Chalki bedeutet ‚Kupfer‘, dessen Erz früher auf der Insel abgebaut wurde.
Die Geschichte von Chalki ist eng mit der Geschichte von Rhodos verbunden. So gehörte die Insel bis zum Jahre 1204 zum Byzantinischen Reich und stand später unter wechselnder Herrschaft. Von 1523 bis 1912 gehörte Chalki zum Osmanischen Reich. 1912 wurde Chalki, wie der gesamte Dodekanes, von Italien besetzt und 1922 an Italien abgetreten. Von 1943 bis zum Mai 1945 besetzten deutsche und bis zum 7. März 1948 britische Truppen die Insel. Anschließend gelangte Chalki zu Griechenland.
Chalki war in der Ägäis zusammen mit den beiden Inseln Symi und Kalymnos lange Zeit das Zentrum der Schwammtaucherei. Mit dem aufkommenden Ende dieses Wirtschaftszweigs verließen viele Einwohner die Insel und wanderten in die USA aus, vor allem nach Florida. Viele ließen sich in Tarpon Springs nieder, dem „Ort der Schwammfischer“.

## Wirtschaft
Nach den teilweise glanzvollen Zeiten der Vergangenheit ist die Insel heute von Verfall gekennzeichnet. Auf Chalki ist nur noch der Hafenort Emborios oder Imborios (Ημποριός) bewohnt (478 Einwohner), der offiziell den Namen der Insel trägt. Der ursprüngliche Hauptort Chorio unterhalb der venezianischen Burg im Inselinnern ist verlassen. Wie auch auf den anderen Inseln der Dodekanes ist der Tourismus heute nahezu die einzige Einkommensquelle. Eine Versorgung der Einwohner und der Touristen, die Tagesausflüge von Rhodos aus machen, war bis vor Kurzem jedoch schwierig, da selbst Trinkwasser mit dem Schiff auf die Insel gebracht werden muss. Seit 2014 ging jedoch eine mithilfe EU-Geldern finanzierte Entsalzungsanlage in Betrieb, sodass zumindest die Brauchwasserversorgung autark sichergestellt ist. Mineralwasser wird jedoch weiterhin per Versorgungsschiff geliefert.